# 나노종합기술원
나노종합기술원(National NanoFab Center, 구 나노종합팹센터)는 국내 최고의 국가 나노인프라 기관으로, 나노기술의 연구·개발에 필요한 고가의 시설과 장비를 구축하여 나노기술을 연구하는 연구자들을 지원하기 위해 설립된 대한민국 과학기술정보통신부 직할 출연연구기관이자 한국과학기술원(KAIST) 부설기관이다.

## 설립 근거
- 나노기술개발촉진법

## 연혁
- 2001년 7월 18일 정부가 범부처적으로 추진한 "나노기술종합발전계획" 공표
- 2002년 2월 1일 과학기술부 주관으로 나노종합팹센터 주관기관 공모
- 2002년 7월 18일 나노종합팹센터를 한국과학기술원에 유치하기로 확정
- 2002년 10월 18일 과학기술부와 한국과학기술원이 나노종합팹센터 사업추진 협약 및 사업 착수
- 2002년 12월 26일 나노기술개발촉진법 공표
- 2003년 12월 1일 나노종합팹센터 착공
- 2004년 5월 4일 한국과학기술원 부설기관으로 승격
- 2005년 3월 나노종합팹센터 준공 및 서비스 개시
- 2012년 11월 ISO 9001, 14001 인증
- 2013년 1월 1일 나노종합기술원으로 이름 변경
- 2014년 미래부 직할 출연 연구기관으로 지정
- 2015년 7월 KOLAS 인증 (측정품질확보)
- 2006년 12월 국가연구시설 미래부 장관표창-실시간 공정모니터링 시스템
- 2017년 3월 해외연구기관과의 기술협력사업 '최우수 평가' (대전시-나노종합기술원)
- 2017년 11월 스마트센서FAb 구축
- 2018년 10월 안전관리 우수연구실 인증
- 2018년 11월 나노바이오센서칩기술상용화지원센터 개소

## 주요 업무
- 나노기술 연구개발 시설·장비의 연구지원 및 이용서비스
- 나노기술 전문인력의 양성
- 나노기술 실용화 및 산업화 지원